# Hófu
Hófu (japonsky: 防府市; Hófu-ši) je japonské město ležící v prefektuře Jamaguči. Nachází se jichovýchodně od města Jamaguči při pobřeží Vnitřního moře. Město bylo založeno 25. srpna 1936 spojením čtyř vesnic, z nichž jednou byla vesnice Hófu (防府町 Hófu-mači). Automobilka Mazda zde provozuje svou továrnu.
Hófu (防府) znamená hlavní město (国府) provincie Suó (周防国); východní část dnešní prefektury Jamaguči byla dříve zvána provincie Suó.

## Partnerská města
- Akitakata, Japonsko
- Čchunčchon, Jižní Korea
- Monroe, USA